# Kostel svaté Alžběty (Kremnica)
Kostel svaté Alžběty (lidově Špitálský kostel) je gotický římskokatolický kostel v Kremnici na Dolní ulici u nemocnice.
Kostel, původně zasvěcený sv. Kříži a zmiňovaný poprvé v roce 1393, byl s podporou uherského krále Ludvíka I. Velikého přistavěn ke špitálu v letech 1382 až 1383. Je to nejstarší kostel v Kremnici (po kapli sv. Ondřeje). Jde o jednolodní kostel s prodlouženou svatyní. Klenby ve svatyni mají kamenná žebra, spjatá třemi svorníky, jež zdobí postupně tři znaky – nad varhanami jednoduchý štít s hornickými symboly (zkřížené kladivo a motyka), prostřední uherský erb deseti liliemi a na přední klenbě je znak Anjouovců se dvěma liliemi – znak dynastické a státní moci. Věž nebyla součástí původního objektu, ke stavbě byla přistavěna v letech 1712 až 1713 poté, co v roce 1707 kostel vyhořel. Nově vybudovaná věž nesla tři zvony, dále bylo obnoveno celé vnitřní zařízení, lavice, oltáře ap., zřízen byl kamenný portál zpod zvonice do chrámové lodě. Obraz Spasitele nesoucího kříž byl nahrazen obrazem sv. Alžběty; ode té doby se datuje zasvěcení kostela sv. Alžbětě.
Roku 1902 bylo zařízení obměněno. Kostel značně utrpěl frontovými událostmi, při rekonstrukcích koncem v 20. století bylo toto neogotické interiérové zařízení odstraněno. K poslední rekonstrukci kostela došlo v letech 2000 až 2001. Zachován zůstal jen vstupní lomený gotický portál do lodě kostela, dva gotické portály v severní stěně lodě byly při stavebních úpravách opět skryty pod omítku. Z vnitřního vybavení se zachovala původní gotická křtitelnice s barokním figurálním víkem.